# Slynge (våben)
 For alternative betydninger, se Slynge. (Se også artikler, som begynder med Slynge)
En slynge er et våben hvormed man kan kaste projektiler af sten, bly eller brændt ler.
Slyngen består af to snore forbundet af et stykke, hvor projektilet kan ligge. Den ene snor har et øje i enden, hvor man stikker langefingeren igennem. Den anden ende holdes mellem tommel- og pegefingeren. Slyngen slynges rundt, og med et svirp fra håndledet frigøres den, så projektilet sendes af sted gennem luften.
Slyngen er billig og simpel at fremstille og har både været brugt til jagt og krig. En øvet bruger af slyngen kan kaste projektiler over 400 m.

## Historie
Slyngen var kendt allerede i neolitikum omkring Middelhavet, men den er givetvis endnu ældre. Den blev muligvis opfundet i løbet af paleolitikum, hvor andre nye teknologier som atlatl og bue og pil opstod. Bortset fra i Australien, hvor spyd-kaste teknologier som woomera var fremherskende, blev slyngen almindelig over hele verden. Det er dog uklart om det skete fra kultur til kultur, eller om det var uafhængige opfindelser.

### Antikken
Homer nævner slyngen som våben i Iliaden . Andre græske forfattere i det antikke Grækenland kender den, og den var ligeledes kendt og benyttet af romerne.
Af Xenofons beretning om De Titusendes Tog (Anabasis, 401 f.Kr.) fremgår det, at en af årsagerne til problemerne over for de persiske soldater var, at grækerne hverken havde kavaleri eller slynger, og derfor var ude af stand til at ramme fjenden. Det ændrede sig, da der blev dannet et kompagni på 200 Rhodesere, som forstod brugen af blykugler til slyngen. Ifølge Xenofon kunne de ramme dobbelt så langt væk som perserne, der brugte større sten.

### Bibelske referencer
Slyngen nævnes i biblen. Her berettes det, at slyngen, da den var nem at lave, var et våben fårehyrder brugte til at skræmme dyr væk. Den blev brugt af ternes militær. Hyrden David besejrede den langt bedre udrustede Goliat med sin slynge.

### Middelalderen
I middelalderen blev den simple slynge stort set ikke brugt militært uden for Den Iberiske Halvø, hvor det spanske og portugisiske infanteri brugte den mod de lette og adrætte maurere. Stavslyngen blev dog stadig brugt som en del af belejringsmaskiner.
Slyngen blev fortsat benyttet som et jagtredskab, da den specielt i en skov er nemmere at bære end en langbue eller en armbrøst.

## Typer

### Stavslynge
Stavslyngen fustibalus (Latin, fustibale fransk) består af en stav, hvorpå en slynge er fastgjort for enden. Den ene ende af slyngen er fastgjort for enden af staven, mens den anden ende har et øje, som kan glide af og løsne projektilet. 
Staven fungerer som vægtstang, så kraften i skuddet forøges markant, og der kan skydes med større projektiler end med en almindelig slynge. Med en stavslynge kan man kontrolleret skyde i højere vinkler end en almindelig håndslynge, og den kan derfor bruges til at skyde over f.eks. borgmure. Staven kan desuden bruges som nærkampsvåben.
Stavslyngen blev også brugt efter krudtets indtog som granatkaster i kampe fra skib-til-skib til at udslynge brandbomber.

### Krigsmaskiner
Bliden benytter princippet i stavslynger i en større skala, hvormed projektilet kan være endnu større. Den bruger enten kraften fra flere mænd, der hiver samtidigt i et reb, eller en oplagret kraft fra en hævet ballastkasse til at sende skuddet afsted. De blev tegnet, så øjet i slyngen blev frigjort på det rette tidspunkt og projektilet blev sendt fremad. Nogle blider var ganske små, og der skulle kun få mænd til at betjene den, men modsat onageren kan de bygges meget store og slynge enorme klippestykker afsted. Så blider er en mekaniseret slynge.

## I litteraturen
Slyngen spiller en fremtrædende rolle i Jean M. Auels bøger om Jordens børn, hvor stenalderkvinden Ayla opnår en exceptionel god brug af våbnet, der tillader hende at træde uden for visse af samfundets restriktive normer og overleve adskillige prøvelser. 